# Winter World University Games 2025/Teilnehmer (Volksrepublik China)
| Gelbes Symbol für Goldmedaillen mit stilisierten Olympischen Ringen | Graues Symbol für Silbermedaillen mit stilisierten Olympischen Ringen | Braundes Symbol für Bronzemedaillen mit stilisierten Olympischen Ringen |
| ------------------------------------------------------------------- | --------------------------------------------------------------------- | ----------------------------------------------------------------------- |
| 1                                                                   | 3                                                                     | 1                                                                       |

Die Volksrepublik China nahm mit 46 Athleten (23 Männer und 23 Frauen) an den Winter World University Games 2025 in Turin teil.

## Medaillen

### Medaillenspiegel
| Rang   | Sportart   | Gold | Silber | Bronze | Gesamt |
| ------ | ---------- | ---- | ------ | ------ | ------ |
| 1      | Shorttrack | 1    | 3      | 1      | 5      |
| Gesamt | Gesamt     | 1    | 3      | 1      | 5      |

### Medaillengewinner
| Name/n | Sportart   | Wettkampf            |
| --- | ---------- | -------------------- |
| Gold |            |                      |
| Liu Guanyi Song Guixu Li Kun Zhang Tianyi (Finale) Zhu Yiding (Halbfinale)                                                                                            | Shorttrack | 5000 m Staffel       |
| Silber |            |                      |
| Li Kun Lyu Wanyu (Viertel-, Halbfinale) Zhang Yan (Halbfinale, Finale) Song Guixu (Halbfinale) Liu Guanyi (Viertelfinale, Finale) Hao Weiying (Viertelfinale, Finale) | Shorttrack | 2000 m Mixed-Staffel |
| Hao Weiying | Shorttrack | 500 m                |
| Xing Ailin Zhang Yan Song Yifei Hao Weiying (Finale) Lyu Wanyu (Halbfinale)                                                                                           | Shorttrack | 3000 m Staffel       |
| Bronze |            |                      |
| Hao Weiying | Shorttrack | 1000 m               |

## Teilnehmer nach Sportarten

### Curling
| Wettbewerb   | Frauen | Männer |
| ------------ | --- | --- |
| Athleten     | Pei Juhang Yin Ziyi Ye Zixuan Tan Siting Qu Ruoxuan                                                                         | Meng Tianyu Hou Fuqiang Yu Sen Liang Zhengzhao Li Zan                                                                           |
| Gruppenphase | Vereinigte Staaten 5:6 Großbritannien 8:7 Südkorea 4:5 Schweden 7:5 Norwegen 4:3 Polen 8:2 Italien 8:1 Japan 4:6 Kanada 3:6 | Italien 6:7 Kanada 2:6 Großbritannien 6:5 Vereinigte Staaten 5:7 Schweiz 5:6 Norwegen 3:8 Südkorea 3:5 Schweden 3:9 Ukraine 3:6 |
| Halbfinale   | ausgeschieden | ausgeschieden |
| Finale       | ausgeschieden | ausgeschieden |
| Rang         | 5 | 10 |

### Shorttrack
| Athleten | Wettbewerbe    | Qualifikation | Qualifikation | Vorlauf      | Vorlauf | Viertelfinale | Viertelfinale | Halbfinale    | Halbfinale    | Finale                 | Finale        | Rang   |
| Athleten | Wettbewerbe    | Zeit          | Rang          | Zeit         | Rang    | Zeit          | Rang          | Zeit          | Rang          | Zeit                   | Rang          | Rang   |
| --- | -------------- | ------------- | ------------- | ------------ | ------- | ------------- | ------------- | ------------- | ------------- | ---------------------- | ------------- | ------ |
| Frauen |                |               |               |              |         |               |               |               |               |                        |               |        |
| Hao Weiying | 500 m          | —             | —             | 44,880 s     | 1       | 44,584 s      | 1             | 44,864 s      | 3             | 44,825 s               | 2             | Silber |
| Hao Weiying | 1000 m         | —             | —             | 1:33,986 min | 1       | 1:32,921 min  | 1             | 1:32,076 min  | 1             | 1:31,819 min           | 3             | Bronze |
| Hao Weiying | 1500 m         | —             | —             | —            | —       | 2:42,075 min  | 1             | 2:31,303 min  | 4             | B-Finale: 2:33,297 min | 1             | 8      |
| Lyu Wanyu | 500 m          | —             | —             | 45,240 s     | 1       | 44,945 s      | 2             | 46,030 s      | 5             | B-Finale: 45,356 s     | 4             | 9      |
| Lyu Wanyu | 1000 m         | —             | —             | 1:34,856 min | 1       | ADV           | 4             | 1:33,643 min  | 4             | B-Finale: 1:35,034 min | 3             | 8      |
| Xing Ailin | 1500 m         | —             | —             | —            | —       | 2:34,958 min  | 2             | 2:30,381 min  | 2             | 2:39,778 min           | 6             | 6      |
| Song Yifei | 500 m          | —             | —             | 45,662 s     | 1       | 44,582 s      | 3             | 45,390 s      | 1             | 45,131 s               | 5             | 5      |
| Zhang Yan | 1000 m         | —             | —             | 1:37,219 min | 1       | 1:32,848 min  | 1             | ADV           | 4             | 1:32,555 min           | 4             | 4      |
| Zhang Yan | 1500 m         | —             | —             | —            | —       | 2:40,654 min  | 1             | 2:37,089 min  | 1             | 2:39,301 min           | 4             | 4      |
| Xing Ailin Zhang Yan Song Yifei Hao Weiying (Finale) Lyu Wanyu (Halbfinale)                                                                                           | 3000 m Staffel | —             | —             | —            | —       | —             | —             | 4:19,186 min  | 1             | 4:16,389 min           | 2             | Silber |
| Männer |                |               |               |              |         |               |               |               |               |                        |               |        |
| Li Kun | 500 m          | 42,245 s      | 1             | 41,499 s     | 1       | 41,888 s      | 1             | PEN           | PEN           | ausgeschieden          | ausgeschieden | 8      |
| Li Kun | 1000 m         | 1:27,863 min  | 2             | 1:27,536 min | 2       | PEN           | PEN           | ausgeschieden | ausgeschieden | ausgeschieden          | ausgeschieden | 19     |
| Song Guixu | 500 m          | 42,327 s      | 1             | 42,251 s     | 1       | 42,140 s      | 2             | 40,879 s      | 2             | 41,422 s               | 4             | 4      |
| Song Guixu | 1500 m         | —             | —             | —            | —       | 2:23,580 min  | 3             | 2:22,536 min  | 3             | B-Finale: 2:29,485 min | 1             | 8      |
| Zhu Yiding | 1000 m         | 1:29,645 min  | 1             | 1:28,597 min | 2       | 1:29,027 min  | 2             | 2:20,978 min  | 5             | B-Finale: 1:30,702 min | 2             | 7      |
| Zhu Yiding | 1500 m         | —             | —             | —            | —       | 2:24,840 min  | 1             | 2:22,433 min  | 2             | 2:30,003 min           | 6             | 6      |
| Zhang Tianyi | 500 m          | 42,603 s      | 2             | 41,644 s     | 2       | 41,555 s      | 2             | 41,765 s      | 2             | 41,691 s               | 5             | 5      |
| Liu Guanyi | 1000 m         | 1:30,974 min  | 2             | 1:28,702 min | 2       | 1:29,763 min  | 4             | ausgeschieden | ausgeschieden | ausgeschieden          | ausgeschieden | 15     |
| Liu Guanyi | 1500 m         | —             | —             | —            | —       | PEN           | PEN           | ausgeschieden | ausgeschieden | ausgeschieden          | ausgeschieden | 45     |
| Liu Guanyi Song Guixu Li Kun Zhang Tianyi (Finale) Zhu Yiding (Halbfinale)                                                                                            | 5000 m Staffel | —             | —             | —            | —       | —             | —             | 7:08,966 min  | 1             | 6:57,044 min           | 1             | Gold   |
| Mixed |                |               |               |              |         |               |               |               |               |                        |               |        |
| Li Kun Lyu Wanyu (Viertel-, Halbfinale) Zhang Yan (Halbfinale, Finale) Song Guixu (Halbfinale) Liu Guanyi (Viertelfinale, Finale) Hao Weiying (Viertelfinale, Finale) | 2000 m Staffel | —             | —             | —            | —       | 2:45,158 min  | 1             | 2:44,545 min  | 1             | 2:44,631 min           | 2             | Silber |

### Ski Alpin
| Athleten       | Wettbewerbe  | 1. Lauf     | 1. Lauf | 2. Lauf     | 2. Lauf | Gesamt      | Gesamt |
| Athleten       | Wettbewerbe  | Zeit        | Rang    | Zeit        | Rang    | Zeit        | Rang   |
| -------------- | ------------ | ----------- | ------- | ----------- | ------- | ----------- | ------ |
| Frauen         |              |             |         |             |         |             |        |
| Hu Zhenbing    | Riesenslalom | 1:26,37 min | 75      | 1:26,15 min | 66      | 2:52,52 min | 64     |
| Chen Jieqi     | Riesenslalom | 1:21,52 min | 71      | 1:17,82 min | 58      | 2:39,34 min | 60     |
| Huo Runchun    | Riesenslalom | 1:19,78 min | 69      | 1:18,75 min | 30      | 2:38,53 min | 59     |
| Han Jiaran     | Riesenslalom | 1:33,85 min | 78      | 1:25,56 min | 64      | 2:59,41 min | 66     |
| Männer         |              |             |         |             |         |             |        |
| Tan Xuelai     | Riesenslalom | 1:22,63 min | 89      | DNF         | DNF     | DNF         | DNF    |
| Cui Dingyuan   | Riesenslalom | 1:22,26 min | 86      | 1:31,13 min | 78      | 2:53,39 min | 78     |
| Ding Shengxuan | Riesenslalom | 1:19,36 min | 84      | 1:23,23 min | 76      | 2:42,59 min | 72     |
| Liu Xianqi     | Riesenslalom | 1:24,31 min | 93      | 1:22,22 min | 74      | 2:46,53 min | 76     |

### Skibergsteigen
| Athleten                   | Wettbewerbe | Qualifikation | Qualifikation | Vorlauf     | Vorlauf | Halbfinale   | Halbfinale | Finale        | Finale        | Rang |
| Athleten                   | Wettbewerbe | Zeit          | Rang          | Zeit        | Rang    | Zeit         | Rang       | Zeit          | Rang          | Rang |
| -------------------------- | ----------- | ------------- | ------------- | ----------- | ------- | ------------ | ---------- | ------------- | ------------- | ---- |
| Frauen                     |             |               |               |             |         |              |            |               |               |      |
| Yuzhen Lamu                | Sprint      | 5:41,96 min   | 6             | 5:27,22 min | 2       | 5:19,81 min  | 3          | 5:25,86 min   | 6             | 6    |
| Männer                     |             |               |               |             |         |              |            |               |               |      |
| Zhang Chenghao             | Sprint      | 4:32,40 min   | 8             | 4:21,13 min | 2       | 4:33,51 min  | 5          | ausgeschieden | ausgeschieden | 9    |
| Mixed                      |             |               |               |             |         |              |            |               |               |      |
| Yuzhen Lamu Zhang Chenghao | Staffel     | —             | —             | —           | —       | 24:54,88 min | 3          | 46:44,50 min  | 4             | 4    |

### Skilanglauf
| Athleten                                            | Wettbewerbe                   | Zeit        | Rang |
| --------------------------------------------------- | ----------------------------- | ----------- | ---- |
| Frauen                                              |                               |             |      |
| Liu Ruoxuan                                         | 10 km Freistil                | 45:31,2 min | 71   |
| Shang Zitong                                        | 10 km Freistil                | 41:26,0 min | 70   |
| Zang Xiaokun                                        | 10 km Freistil                | 30:51,4 min | 32   |
| Zang Xiaokun                                        | 20 km Massenstart klassisch   | 1:16:33,1 h | 21   |
| Zou Jing                                            | 10 km Freistil                | 41:11,3 min | 69   |
| Zang Xiaokun Shang Zitong Zou Jing Liu Ruoxuan      | 4 × 7,5 km klassisch/Freistil | 1:44:30,3 h | 12   |
| Männer                                              |                               |             |      |
| Alihaer Hayibieke                                   | 10 km Freistil                | 32:41,9 min | 92   |
| Ta Mile                                             | 10 km Freistil                | 26:36,1 min | 53   |
| Ta Mile                                             | 20 km Massenstart klassisch   | 1:05:49,7 h | 50   |
| Wuerying Mulati                                     | 10 km Freistil                | 29:55,7 min | 91   |
| Wuerying Mulati                                     | 20 km Massenstart klassisch   | 1:16:43,2 h | 60   |
| Zhou Zibo                                           | 10 km Freistil                | 28:38,6 min | 85   |
| Zhou Zibo Ta Mile Wuerying Mulati Alihaer Hayibieke | 4 × 7,5 km klassisch/Freistil | 1:21:47,1 h | 15   |

| Athleten             | Wettbewerbe         | Qualifikation | Qualifikation | Viertelfinale | Viertelfinale | Halbfinale    | Halbfinale    | Finale        | Finale        | Rang |
| Athleten             | Wettbewerbe         | Zeit          | Rang          | Zeit          | Rang          | Zeit          | Rang          | Zeit          | Rang          | Rang |
| -------------------- | ------------------- | ------------- | ------------- | ------------- | ------------- | ------------- | ------------- | ------------- | ------------- | ---- |
| Frauen               |                     |               |               |               |               |               |               |               |               |      |
| Liu Ruoxuan          | Sprint klassisch    | 5:13,68 min   | 70            | ausgeschieden | ausgeschieden | ausgeschieden | ausgeschieden | ausgeschieden | ausgeschieden | 70   |
| Shang Zitong         | Sprint klassisch    | 5:13,63 min   | 69            | ausgeschieden | ausgeschieden | ausgeschieden | ausgeschieden | ausgeschieden | ausgeschieden | 69   |
| Zang Xiaokun         | Sprint klassisch    | 4:08,83 min   | 50            | ausgeschieden | ausgeschieden | ausgeschieden | ausgeschieden | ausgeschieden | ausgeschieden | 50   |
| Zou Jing             | Sprint klassisch    | 5:03,23 min   | 68            | ausgeschieden | ausgeschieden | ausgeschieden | ausgeschieden | ausgeschieden | ausgeschieden | 68   |
| Männer               |                     |               |               |               |               |               |               |               |               |      |
| Alihaer Hayibieke    | Sprint klassisch    | 3:49,68 min   | 87            | ausgeschieden | ausgeschieden | ausgeschieden | ausgeschieden | ausgeschieden | ausgeschieden | 87   |
| Ta Mile              | Sprint klassisch    | 3:15,77 min   | 48            | ausgeschieden | ausgeschieden | ausgeschieden | ausgeschieden | ausgeschieden | ausgeschieden | 48   |
| Wuerying Mulati      | Sprint klassisch    | 3:37,47 min   | 81            | ausgeschieden | ausgeschieden | ausgeschieden | ausgeschieden | ausgeschieden | ausgeschieden | 81   |
| Zhou Zibo            | Sprint klassisch    | DSQ           | DSQ           | ausgeschieden | ausgeschieden | ausgeschieden | ausgeschieden | ausgeschieden | ausgeschieden | DSQ  |
| Mixed                |                     |               |               |               |               |               |               |               |               |      |
| Zang Xiaokun Ta Mile | Teamsprint Freistil | 7:33,78 min   | 22            | —             | —             | —             | —             | ausgeschieden | ausgeschieden | 22   |

### Snowboard
| Athleten     | Wettbewerbe           | Qualifikation | Qualifikation | Achtelfinale  | Achtelfinale  | Viertelfinale | Viertelfinale | Halbfinale    | Halbfinale    | Finale/Platz 3 | Finale/Platz 3 | Rang |
| Athleten     | Wettbewerbe           | Zeit          | Rang          | Gegner        | Zeit          | Gegner        | Zeit          | Gegner        | Zeit          | Gegner         | Zeit           | Rang |
| ------------ | --------------------- | ------------- | ------------- | ------------- | ------------- | ------------- | ------------- | ------------- | ------------- | -------------- | -------------- | ---- |
| Frauen       |                       |               |               |               |               |               |               |               |               |                |                |      |
| Li Yue       | Parallel-Riesenslalom | 1:46,65 min   | 25            | ausgeschieden | ausgeschieden | ausgeschieden | ausgeschieden | ausgeschieden | ausgeschieden | ausgeschieden  | ausgeschieden  | 25   |
| Duan Xiaoran | Parallel-Riesenslalom | 1:42,03 min   | 22            | ausgeschieden | ausgeschieden | ausgeschieden | ausgeschieden | ausgeschieden | ausgeschieden | ausgeschieden  | ausgeschieden  | 22   |
| Cao Ludan    | Parallel-Riesenslalom | 1:22,12 min   | 12            | Kainz         | +2,46 s       | ausgeschieden | ausgeschieden | ausgeschieden | ausgeschieden | ausgeschieden  | ausgeschieden  | 12   |
| Zou Yutong   | Parallel-Riesenslalom | 1:36,56 min   | 21            | ausgeschieden | ausgeschieden | ausgeschieden | ausgeschieden | ausgeschieden | ausgeschieden | ausgeschieden  | ausgeschieden  | 21   |
| Männer       |                       |               |               |               |               |               |               |               |               |                |                |      |
| Ding Xuedong | Parallel-Riesenslalom | 1:11,25       | 13            | Ma            | +0,97 s       | ausgeschieden | ausgeschieden | ausgeschieden | ausgeschieden | ausgeschieden  | ausgeschieden  | 14   |
| Wang Shengyi | Parallel-Riesenslalom | 1:30,79       | 34            | ausgeschieden | ausgeschieden | ausgeschieden | ausgeschieden | ausgeschieden | ausgeschieden | ausgeschieden  | ausgeschieden  | 34   |
| Jiang Li     | Parallel-Riesenslalom | 1:36,64       | 37            | ausgeschieden | ausgeschieden | ausgeschieden | ausgeschieden | ausgeschieden | ausgeschieden | ausgeschieden  | ausgeschieden  | 37   |
| Li Yuang     | Parallel-Riesenslalom | 1:19,77       | 27            | ausgeschieden | ausgeschieden | ausgeschieden | ausgeschieden | ausgeschieden | ausgeschieden | ausgeschieden  | ausgeschieden  | 27   |